# Tatomi
Tatomi (田富町, Tatomi-chō) est un ancien bourg de la préfecture de Yamanashi, ayant existé jusqu'au 20 février 2006, date de sa fusion avec le bourg de Tamaho et le village de Toyotomi pour former la ville de Chūō. Il faisait partie du district de Nakakoma.

## Géographie

### Topographie et hydrographie
Situé dans la partie sud-est du district de Nakakoma, dans la partie centrale de la préfecture, Tatomi est situé au sud du bassin de Kofu (ja). Il s'agit d'une région au relief plat où deux principales rivières, la rivière Fuefuki (笛吹川) et la rivière Kamanashi (釜無川), et leurs affluents, les rivières Utsubo (宇坪川) et Jōei (常永川), coulent vers le sud, et finissent par se rejoindre dans le secteur Imafukushinden pour devenir la rivière Fuji (富士川).

### Villes limitrophes

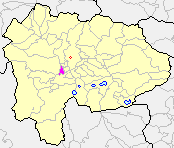
Localisation de Tatomi dans la préfecture de Yamanashi (tracés territoriaux du 20 février 2006).

Entités territoriales limitrophes à la date de la fusion du 20 février 2006. À sa fondation en 1941, Tatomi est entouré à partir de l'ouest, dans le sens horaire, des villages de Nango (ja) (南湖村), Tōda (ja) (藤田村), Kagaminakajō (ja) (鏡中条村), Jōei (ja) (常永村) et Sanchō (ja) (三町村), tous cinq du  même district de Nakakoma, du village de Toyotomi (豊富村) du district de Higashiyatsushiro, par un quadripoint, et des villages d'Ōtsuka (ja) (大塚村), Ueno (ja) (上野村) et du bourg d'Ichikawadaimon (市川大門町), tous trois du district de Nishiyatsushiro. Le 1er avril 1942, Jōei fusionne avec le village de Saijō (ja) (西条村) pour former celui de Shōwa (昭和村). Le 10 mars 1954, Kagaminakajō, Tōda et le village de Mitsue (ja) (三恵村) fusionnent pour créer le village de Wakakusa (若草村), tandis que le 3 novembre, Ōtsuka, Ueno et une partie du village de Shimokuishiki (ja) (下九一色村) fusionnent pour créer le bourg de Mitama (三珠町). L'année suivante, le 20 mars, Sanchō fusionne avec le village d'Inazumi (ja) (稲積村) et devient le village de Tamaho (玉穂村), et le 1er avril, Nango fusionne avec les villages d'Ochiai (ja) (落合村), Ōi (ja) (大井村) et Gomei (ja) (五明村) et est désormais le bourg de Kōsai (甲西町). Le 1er avril 2003, Wakakusa et Kōsai fusionnent avec les bourgs de Shirane (白根町) et Kushigata (櫛形町), ainsi que les villages de Hatta (八田村) et Ashiyasu (芦安村) pour former la ville de Minami-Alps (南アルプス市). Le 1er octobre 2005, Mitama fusionne Ichikawadaimon et le bourg de Rokugō (六郷町) pour former le bourg d'Ichikawamisato (市川三郷町).

## Histoire

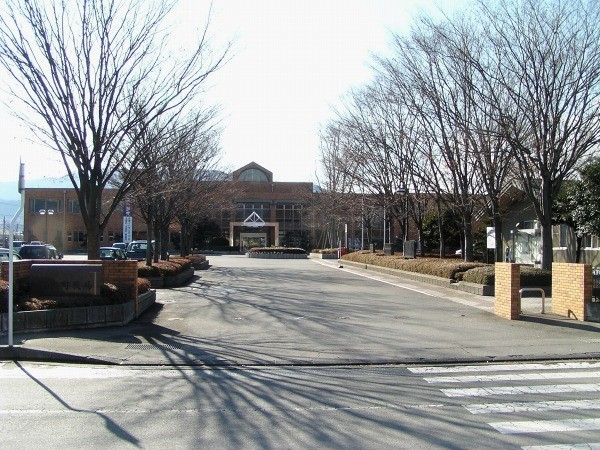
Ancienne mairie de Tatomi.

### Préhistoire et Antiquité
L'ancien bourg est situé dans les plaines inondables des rivières Fuefuki et Kamanashi, qui ont souvent souffert des inondations, et on estime que la zone était difficile à habiter, de sorte qu'il y a peu de sites archéologiques préhistoriques subsistants. Il est peu probable que des sites paléolithiques aient existé en raison des conditions géologiques, et on ne peut que supposer que des sites de l'ère Jōmon ont existé sur des endroits de faible élévation. Un bol trouvé à Tatomi atteste de la présence humaine durant la période Yayoi, tandis que des tumuli et de la poterie datant de la période Kofun ont aussi été mis à jour, attestant d'une continuelle présence humaine depuis ces périodes. 
Durant la période Heian (794-1185), la zone était sous contrôle des régents Fujiwara, qui y possédaient les seigneuries de Koikawa (小井川荘), administrée par l'Anrakuju-in, et de Fuse (ja) (布施荘), administrée par le Tōhoku-in (ja) (東北院). Il est aussi probable qu'une partie ait été sous le contrôle des seigneuries d'Ichikawa (ja) (市河荘) et de Nago (奈古荘).

### Moyen Âge
Le site archéologique de Koikawa, un site de peuplement datant des époques de Kamakura (1185-1333) à Sengoku (1477-1573), est situé à Tatomi, dans l'ancien village de Fuse, où une pagode Gorintō de la fin de la période Kamakura avec une inscription indiquant qu'il s'agissait de la seigneurie de Fuse, et des vestiges d'un temple de l'époque Sengoku ont été mis au jour.
Le cours principal de la rivière Kamanashi traversait l'actuel Tatomi dès l'époque Sengoku, et l'on pense que la région a subi de fréquentes inondations en conséquence. De la période Sengoku au début de l'époque moderne, la digue de Shingen (ja) (信玄堤) a été construite dans l'actuel quartier Ryūō (ja) (竜王) de la ville de Kai pour contrôler les inondations de la rivière Midai (ja) (御勅使川), un affluent de la Kamanashi, fixant ainsi la trajectoire du cours de la rivière Kamanashi. Les inondations se sont poursuivies tout au long de la période moderne, au point de pouvoir détruire un village.

### Temps modernes
À l'époque moderne, lorsque la région était sous le régime des neuf secteurs, deux jurisdictions (ja) (九筋二領), elle appartenait au secteur du « centre du comté (中郡筋) », dans le comté de Koma (ja). Dix villages sont créés dans ce qui est aujourd'hui Tatomi, les villages de Fuse (布施村), Yamanokami (山神村), Usuiawara (臼井阿原村), Higashihanawa (東花輪村), Nishihanawa (西花輪村), Ōtawa (大田和村), Magome (馬籠村), Fujimaki (藤巻村), Imafuku (今福村) et Imafukushinden (今福新田村).
On y trouvait une shijuku (ja) (私塾), type d'école privée, qui s'appelait le Jigakukan (時学館), dirigée par Naitō Sei'emon (内藤清右衛門) dans le village de Nishihanawa, ainsi qu'un temple-école et un yōrōkan (ja), un autre type d'établissement d'enseignements, dans les villages de Higashihanawa de 1845 à 1873 et de Fujimaki de 1824 à 1865. Des terakoya ont également été ouverts dans les villages de Yamanokami et d'Imafuku. En 1836, la révolte du Tenpō (ja) (天保騒動), une révolte paysanne à l'échelle de toute la province de Kai, a entraîné la destruction des villages de Nishihanawa, Higashihanawa et de Fuse notamment. Le 11 février 1941, le village de Tatomi est créé par la fusion des villages de Koikawa (ja) (小井川村), résultat de la fusion des villages de Yamanokami et Fuse en 1875, Hanawa (ja) (花輪村), résultat de la fusion des villages d'Usuiawara, Nishihanawa et Higashihanawa en 1875, et de Shinobu (ja) (忍村), résultat de la fusion des villages d'Ōtawa, Magome, Fujimaki, Imafuku et Imafukushinden en 1875.
En 1943, en pleine Seconde Guerre mondiale, la compagnie aéronautique Tachikawa y déménage une de ses usines temporairement. Les inondations fréquentes sont atténuées lorsque la Kamanashi et la Fuefuki sont stabilisées dans les années 1950, durant l'après-guerre. Le 1er avril 1968, Tatomi est promu au rang de bourg, et le symbole municipal est adopté le même jour,,,. Tatomi a été le théâtre d'une épidémie de Schistosoma japonicum et le marais d'Usui, où proliférait l'espèce d'escargots Oncomelania hupensis (en), infectée par le parasite Schistosoma japonicum, est assaini en 1977. À la fin du XXe siècle, dû à sa proximité avec la capitale préfectorale Kōfu, Tatomi s'est banlieusardisé et plusieurs entreprises et industries y ont déménagé. Le bourg est passé de la riziculture à l'agriculture de serres, en particulier de tomates et de concombres, après le réaménagement des cours d'eau durant l'après-guerre. Le 20 février 2006, après des ententes, une fusion volontaire est effectuée entre Tatomi et le bourg de Tamaho (玉穂町) et le village de Toyotomi (豊富村), entraînant la création de la ville de Chūō (中央市), dont le nom signifie « ville-centre », pour symboliser sa position au centre de la préfecture,,.

## Transports

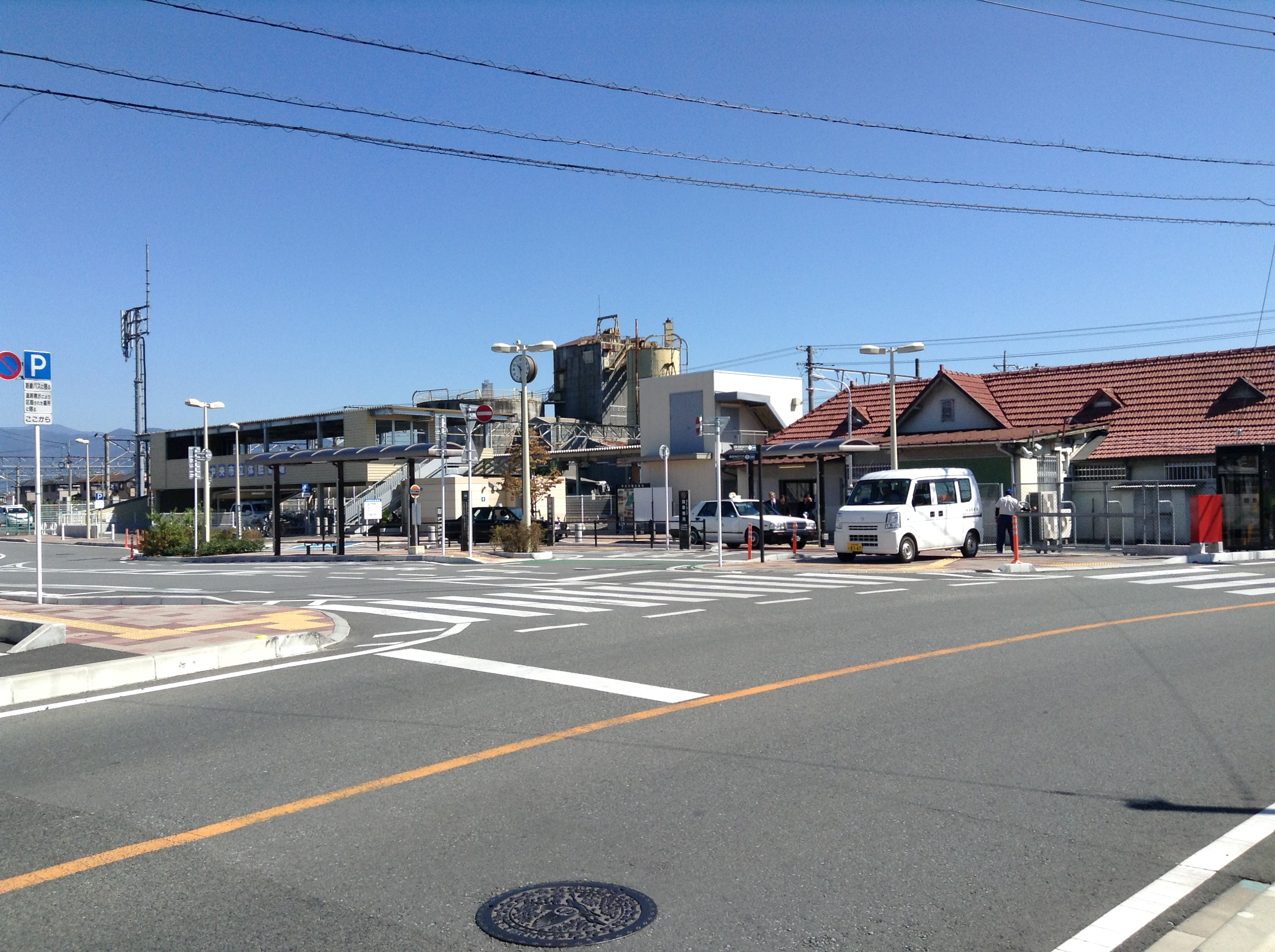
Gare de Higashi-Hanawa.

L'ancien bourg est traversé par la route préfectorale 3 (ja) et la route préfecturale 12 (ja). Le nouveau périphérique de Yamanashi (ja) passent aussi dans la municipalité. 
La gare de Higashi-Hanawa (東花輪駅) de la ligne Minobu est située dans l'ancienne municipalité.

## Éducation
On y trouve trois écoles primaires et une école secondaire.

## Culture et patrimoine
- Hōrei Eiga-Gekijō (宝嶺映画劇場), salle de cinéma en opération de 1953 à 1960

## Personnes notables
- Takuma Asahara (ja) (浅原 拓真, Asahara Takuma?, 1987-), joueur de rugby à XV ;
- Miu Hirano (平野 美宇, Hirano Miu?, 2000-), pongiste ;
- Imafuku Shinmei (今福 真明, Imafuku Shinmei?, 1823-1900), maître de l'école ancienne Hokushin Ittō-ryū (en) (né dans l'ancien village de Shinobu) ;
- Fumiyuki Kanda (ja) (神田 文之, Kanda Fumiyuki?, 1977-), footballeur ;
- Haruo Kobayashi (ja) (小林 治雄, Kobayashi Haruo?, 1925-2010), mangaka ;
- Midorifuji Masaru (ja) (緑富士 優, Midorifuji Masaru?, 1974-), lutteur de sumo ;
- Nakazawa Toshiaki (ja) (中澤 年章, Nakazawa Toshiaki?, 1864-1921), peintre d'ukiyo-e (né dans l'ancien village de Koikawa) ;
- Shingo Takagi (鷹木 信悟, Takagi Shingo?, 1982-), catcheur ;
- Masahito Tanaka (ja) (田中 正仁, Tanaka Masahito?, 19XX-), mangaka.